# Operación Úrsula
La Operación Úrsula (en alemán, denominada Unternehmen Ursula) fue una operación secreta realizada por la Kriegsmarine (Marina de guerra) alemana en apoyo a la armada sublevada en el transcurso de la guerra civil española. Realizada durante los meses de noviembre y diciembre de 1936, como resultado de la misma fue hundido el submarino republicano C-3 frente a las costas de Málaga.

## Génesis y preparativos
El 17 de julio de 1936, el agregado naval de la República Española en París, teniente de navío Arturo Génova, dimitió de su cargo. A principios de agosto volvió a España para incorporarse a los sublevados. En aquellos primeros días se vio la necesidad de establecer el control del mar, ya que una gran parte de las tropas franquistas se encontraban bloqueadas en el Protectorado español de Marruecos por la escuadra republicana que controlaba el Estrecho de Gibraltar, gracias a que la mayoría de los efectivos navales disponibles habían quedado en el bando gubernamental y además los embarques de armas procedentes de Francia y destinados a los puertos republicanos del Mediterráneo se multiplicaban según pasaba el tiempo.
Génova pensó que la solución estaría en la guerra submarina e inició contactos con las potencias amigas para obtener dos submarinos, puesto que los doce submarinos con que contaba la Armada española permanecían en el bando gubernamental. Viajó a Alemania, en donde se entrevistó con el almirante Wilhelm Canaris, desplazándose después a Lisboa y a Roma. El Alto Mando Naval alemán (OKM) y, principalmente, el almirante Raeder se resistieron a la idea de ceder submarinos a la flota nacional, basándose en los riesgos políticos que implicaría tal acción. Alemania se encontraba en un rápido proceso de rearme, fruto del Acuerdo Naval Anglo-Germano de 1935, y no deseaba atraer la atención de las otras potencias.
A principios de octubre, el almirante Salvador Moreno Fernández , jefe de la flota nacional, solicitó del oficial de enlace alemán, comandante Wagner, la cesión de al menos un submarino. Wagner dejó que Moreno creyese que Alemania cedería un submarino del Tipo IIA para misiones costeras, bajo mando alemán, al estilo de los submarinos legionarios italianos, pero esta cesión nunca llegó a producirse. El 24 de octubre se celebró una reunión en Berlín entre Hitler y el Conde Ciano, Ministro de Asuntos Exteriores de Italia, para formar el Eje Roma-Berlín. Durante esta reunión, Ciano informó a Hitler de la intención de utilizar dos submarinos para apoyar al bando nacional y ambos países acordaron incrementar su ayuda a dicho bando. El 2 de noviembre, el OKM desarrolló un plan para enviar dos submarinos oceánicos a las costas españolas. A pesar de los riesgos políticos, se pensó que esta acción sería un buen entrenamiento para los buques y sus tripulaciones en caso de una futura guerra franco-alemana.
El Konteradmiral Günter Grusse decidió enviar dos de los nuevos submarinos Tipo VIIa en una misión bajo el nombre de "Ejercicio de entrenamiento Úrsula", nombre de la hija de Karl Dönitz, jefe del Arma Submarina alemana. Se asignó al entonces Contraalmirante (Vicealmirante desde el 1 de abril de 1937) Hermann Boehm como jefe de la operación y enlace entre el OKM y los submarinos. Boehm debía coordinar las acciones de los submarinos alemanes con las de los submarinos italianos, estableciendo patrullas de dos semanas en las que se alternarán los buques de ambas naciones. Las órdenes eran de atacar a los buques de guerra de la Marina de Guerra de la República Española, principalmente al acorazado Jaime I y a los cuatro cruceros con que contaba la República. Todas las acciones deberían realizarse en secreto.
Para esta misión, los submarinos asignados fueron el U 33 y el U 34 con los nombres en clave Tritón y Poseidón, ambos U-Boot del Tipo VIIa con menos de un año en activo, pertenecientes a la 2.ª Flotilla con base en Wilhelmshaven. Sus comandantes titulares, los kapitänleutnant Ottoheinrich Junker y Ernst Sobe, respectivamente, fueron sustituidos por los más experimentados kapitänleutnant Kurt Freiwald y  Harald Grosse ; Grosse ya había navegado por aguas españolas en 1931, durante las pruebas del submarino E-1, buque diseñado por NV Ingenieurskantoor voor Scheepsbouw radicada en los Países Bajos, una oficina de ingeniería naval financiada secretamente por la Reichsmarine, y construido en los astilleros españoles de Horacio Echevarrieta en Cádiz, con la intención de adquirir experiencia en nuevos diseños de submarinos y que fue ofrecido a España, pero que no fue aceptado por la armada española y acabó en la armada turca con el nombre de Gür.
Los submarinos italianos patrullarían en sus zonas hasta el 29 de noviembre, volviendo después a sus bases. El 30 de noviembre, los submarinos alemanes llegarían a sus zonas de patrulla, retirándose el 11 de diciembre y siendo reemplazados por submarinos italianos. Como medida de seguridad, la noche del relevo ningún submarino podría lanzar torpedos a otro submarino. Nadie, excepto los oficiales involucrados, debían ser informados. Esto incluía a los mandos sublevados en España, por lo cual gran parte de las operaciones permanecieron ocultas. Los submarinos alemanes, en caso de emergencia, podrían refugiarse en la base naval italiana en la Isla de Santo Stefano , La Magdalena, al norte de Cerdeña, debiendo entrar en la misma bajo pabellón italiano.

## Desarrollo

### La operación Úrsula

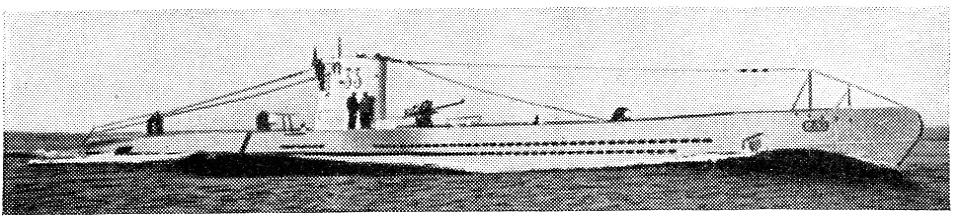
Submarino alemán U-33, hacia 1937.

El 21 de noviembre, el U 33 y el U 34 salieron de la base de la Kriegsmarine de Wilhelmshaven, situada en las cercanías de la desembocadura del Elba con rumbo a España. Ambos buques no debían ser avistados, incluso por barcos alemanes. Para ello, debían borrar todos los elementos de identificación y arriar las banderas hasta su vuelta. Si alguno de ellos era descubierto, debía volver inmediatamente. Las tripulaciones fueron instruidas para guardar el máximo secreto de por vida, bajo pena de muerte. 
Atravesaron el Canal de la Mancha el 22 de noviembre y cruzaron el Estrecho de Gibraltar en la noche del 27 al 28 de noviembre, donde se cruzaron con un destructor republicano que no llegó a detectarlos. A su llegada al Mediterráneo, aguardaron a que los submarinos italianos se retiraran de sus zonas de patrulla. Durante esta espera, el U 34 fue destacado a aguas de Málaga, en busca de blancos ocasionales. En la tarde del 29 de noviembre, los submarinos italianos volvieron a sus bases. El U-33 se dirigió al este del Cabo de Palos, patrullando desde este punto hacia el norte, hasta el Cabo de la Nao. La zona de patrulla del U 34 comprendía desde el Oeste del Cabo de Palos hasta Cartagena. En la tarde del 30 de noviembre, ambos submarinos estaban en sus zonas, listos para operar. Durante los días que siguieron, la confusión reinó entre los comandantes de ambos submarinos, el Konteradmiral Boehm y el OKM. Las órdenes llegaban lentamente y las normas de operaciones variaban con frecuencia debido a los riesgos políticos. Los submarinos sólo recibían órdenes por las noches, cuando se distanciaban veinte millas de la costa para emerger y recargar sus baterías. 
Al anochecer del 1 de diciembre el U 34 atacó a un destructor republicano que patrullaba a la entrada del puerto de Cartagena. El torpedo falló y fue a estrellarse y explotar en la costa. Nadie investigó aquella explosión, por lo que el secreto de la operación se mantuvo. La siguiente noche, Grosse inició una nueva maniobra de ataque, pero fue abortada al interponerse un destructor británico. Al amanecer del 5 de diciembre se lanzó un nuevo torpedo contra un destructor de la clase Churruca, sin alcanzarlo. El 8 de diciembre se produjo un nuevo ataque contra un destructor y un nuevo fracaso. El resto del día el torpedero alemán Wolf patrulló delante del puerto de Cartagena impidiendo nuevas maniobras de ataque.
El U-33 no tuvo mejor suerte. Su zona de operaciones tenía menos tráfico y, por tanto, menos oportunidades de ataque. El 2 de diciembre se avistó un convoy, pero las maniobras del destructor de escolta impidieron el ataque. El 5 de diciembre se avistó un destructor sin que llegara a ser identificado, por lo que no fue atacado; A la noche siguiente, avistó al crucero Méndez Nuñez y a dos destructores que no consiguió identificar. El 11 de diciembre ambos submarinos dejaron sus zonas de operaciones e iniciaron el retorno. El 12 de diciembre el U 34 puso rumbo nuevamente hacia aguas de Málaga.

### El hundimiento del C-3

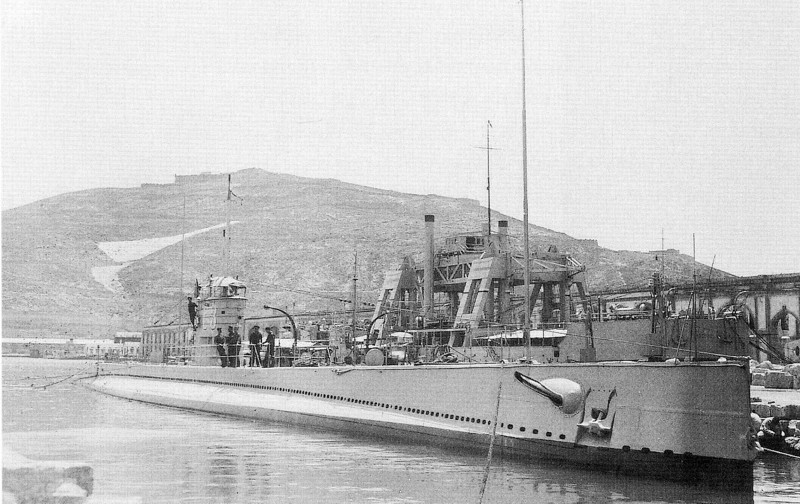
El submarino republicano C-3 en la Base naval de Cartagena, a mediados de los años 30.

El submarino republicano C-3 navegaba en superficie frente a las costas de Málaga y el U 34 lo hacía sigilosamente en inmersión de regreso a su base. Después de comer, los marineros Isidoro de la Orden Ibáñez y Asensio Lidón Jiménez subieron a cubierta para tirar por la borda los restos de la comida. En la torreta se encontraban el comandante, el alférez de navío Antonio Arbona, y el Capitán de la Marina Mercante Agustín García Viñas, que actuaba como 2.º comandante del C-3. El comandante Grosse no dejó pasar una oportunidad tan ventajosa y ordenó el disparo de un único torpedo. Lanzar ese torpedo en pleno día a un objetivo de poco calado suponía un riesgo muy alto y contravenía las órdenes recibidas de evitar que Alemania se viese comprometida. El torpedo impactó contra el C-3 en la banda de babor a los dos tercios de la eslora. El buque se partió en dos y se hundió rápidamente, arrastrando al fondo a 37 de los 40 tripulantes. Los supervivientes fueron recogidos por botes del buque hospital Artabro, que salió inmediatamente en su auxilio.
Sigilosamente, el U 34 abandonó la zona en medio del revuelo y retransmitió el siguiente mensaje:

A las 14:19 hemos hundido submarino de la clase C delante de Málaga, en la bahía se hallaba fondeado destructor inglés HO.

En febrero de 1937, dos meses después, Málaga cayó en manos de las Fuerzas Sublevadas y el C-3 pasó al olvido. Aunque se anunció su desaparición, los sublevados intentaron hacer pasar los submarinos adquiridos a Italia Archimede y el Torricelli por los desaparecidos C-3 y C-5. Esta maniobra no tuvo éxito, debido a las grandes diferencias estructurales entre ambos tipos de submarinos. El hundimiento del C-3 fue atribuido primeramente a un submarino extranjero, pero la investigación posterior determinó que la causa del hundimiento fue una explosión accidental.

### Final de las operaciones
El 15 de diciembre los submarinos alemanes volvieron a Wilhelmshaven. En 1939, sus comandantes y sus tripulaciones fueron condecorados por Adolf Hitler con la Goldenes Spanienkreuz (Cruz Española de Oro). Durante el desarrollo de la operación, los encuentros entre los oficiales alemanes e italianos determinaron que sería la Marina Real Italiana la que se haría cargo de las operaciones submarinas en el Mediterráneo, dejando el Atlántico bajo control alemán. Por este motivo, no se enviaron más submarinos de reemplazo.
La actuación de Alemania permaneció en secreto hasta muchos años después, cuando el capitán francés Claude Houan descubrió en los archivos de la Kriegsmarine este hecho.

## Filmografía
- Operación Úrsula. El misterio del submarino C3. De José Antonio Hergueta, producido por MLK Producciones en coproducción con Canal Sur TV, Lichtblick Film, Graffiti Doc, Naxos Producciones y Las Películas de la Ciudad Púrpura.